# Jesper Bratt
Jesper Bratt, född 30 juli 1998 i Stockholm, är en svensk professionell ishockeyspelare som spelar för New Jersey Devils i National Hockey League (NHL). 

## Uppväxt
Jesper Bratt föddes den 30 juli 1998 i Stockholm till föräldrarna Conny och Karin Bratt. Sitt tröjnummer (63) har han behållit sedan sitt första träningsläger. Bratt växte upp i Trångsund och har en yngre bror vid namn Filip som spelar för AIK i Hockeyallsvenskan. Hans pappa Conny var tränare för Trångsunds IF J18 säsongen 2012/13.

## Klubblagskarriär

### Tidig karriär
Jesper Bratt började spela hockey som 4-åring i förortsklubben Trångsunds IF, där han spelade till 15-årsåldern. Som ung hade han nycklar till ishallen och kunde när som helst ta cykeln och spela hockey. Han var även vaktmästare under sin tid i skolan i hallen, och lärde sig därmed hur man lagar isen.
I augusti 2018 fick Bratt sin NHL-tröja med nummer 63 på ryggen upphissad i moderklubbens hemmahall Stortorpshallen.

### AIK
Som 15-åring valde Bratt att skriva på för Stockholmsklubben AIK för att påbörja sina studier på hockeygymnasiet. Första året i AIK:s ungdomsakademi tillhörde han endast J18-laget där han producerade 34 poäng på 38 matcher. Som 16-åring fick han för första gången bekänna på färg när han under den andra säsongen i föreningen gjorde A-lagdebut i Hockeyallsvenskan.
Bratt sågs vid det här laget som den största spelaren AIK fått fram på de senaste tio åren. Trots sin unga ålder visade han upp välutvecklat hockeytänk och kunde genom sin fart, kreativitet och klubbteknik skapa oreda för de flesta försvaren. Bratt hade flera SHL-klubbar som var intresserade av honom, men AIK valde att hålla hårt i sin talang som sedan gjorde 48 matcher i Hockeyallsvenskan varav 18 poäng säsongen 2015/16. Säsongen därpå var han tongivande i A-laget och hade en fast roll i lagets tredjekedja.

### New Jersey Devils
Bratts NHL-resa började runt midsommar 2017 i Buffalo, där NHL Entry Draft 2017 hölls. Vanligtvis åker inte svenska talanger över på draften om de inte anses ha väldigt goda chanser att väljas i de två eller möjligtvis tre första rundorna. Bratt fanns lite överallt på rankingarna och chansade i hopp om att åtminstone kunna bli vald bland de 90 första spelarna. Han fick vänta längre än så. Faktum är att 18 svenskar hann plockas innan New Jersey Devils slutligen valde AIK-forwarden som 162:a spelare totalt.
| ”              | Det var nervöst. Rundorna bara gick och man satt och väntade. Det var riktigt skönt när de ropade upp namnet till slut. | „ |
| – Jesper Bratt | |   |

Allting pekade på att Bratt skulle återvända till AIK i Hockeyallsvenskan ytterligare en säsongen efter draften. Devils hade dock andra planer för den dåvarande 19-åringen. I maj skrev klubben ett rookiekontrakt med Bratt och det mesta lutade åt att han skulle få spela i farmarlaget Binghamton Devils i American Hockey League (AHL). Under sommaren blev han även draftad av London Knights i juniorligan OHL.
Under den första försäsongen med Devils gjorde Bratt många bra träningsmatcher med mycket speltid. Samtidigt hade även poängen rullat in för honom. Efter en träningsmatch mot Ottawa Senators förklarade Devils-coachen John Hynes att Bratt övertygat på försäsongen och att han skulle få en plats i NHL-klubbens slutgiltiga uppställning.
Han gjorde sin NHL-debut för New Jersey Devils den 7 oktober 2017, i deras match mot Colorado Avalanche, och gjorde då både sitt första NHL-mål och assist. I sin andra match den 9 oktober 2017 gjorde han två mål och en assist när Buffalo Sabres stod för Devils motstånd.

## Statistik

### Klubblag
| 2013–14            | AIK J18            | J18 Elit           | 20  | 4  | 12 | 16  | 10 | —  | — | — | — | — |
|                    | AIK J18            | J18 Allsv          | 18  | 6  | 12 | 18  | 14 | —  | — | — | — | — |
| 2014–15            | AIK J18            | J18 Elit           | 2   | 1  | 1  | 2   | 6  | 3  | 2 | 0 | 2 | 4 |
|                    | AIK J18            | J18 Allsv          | 4   | 1  | 6  | 7   | 2  | 2  | 0 | 1 | 1 | 0 |
|                    | AIK J20            | J20 SuperElit      | 39  | 17 | 23 | 40  | 20 | 1  | 0 | 0 | 0 | 0 |
|                    | AIK                | Allsvenskan        | 1   | 0  | 0  | 0   | 0  | —  | — | — | — | — |
| 2015–16            | AIK J20            | J20 SuperElit      | 2   | 1  | 1  | 2   | 6  | —  | — | — | — | — |
|                    | AIK                | Allsvenskan        | 48  | 8  | 9  | 17  | 6  | 10 | 0 | 0 | 0 | 6 |
| 2016–17            | AIK J20            | J20 SuperElit      | 1   | 0  | 1  | 1   | 0  | 2  | 0 | 0 | 0 | 2 |
|                    | AIK                | Allsvenskan        | 46  | 6  | 16 | 22  | 6  | 8  | 1 | 1 | 2 | 0 |
| 2017–18            | New Jersey Devils  | NHL                | 74  | 13 | 22 | 35  | 18 | 1  | 0 | 0 | 0 | 0 |
| 2018–19            | New Jersey Devils  | NHL                | 51  | 8  | 25 | 33  | 6  | —  | — | — | — | — |
| 2019–20            | New Jersey Devils  | NHL                | 60  | 16 | 16 | 32  | 6  | —  | — | — | — | — |
| 2020–21            | New Jersey Devils  | NHL                | 46  | 7  | 23 | 30  | 8  | —  | — | — | — | — |
| 2021–22            | New Jersey Devils  | NHL                | 14  | 4  | 7  | 11  | 8  | —  | — | — | — | — |
| NHL totalt         | NHL totalt         | NHL totalt         | 245 | 48 | 93 | 141 | 46 | 1  | 0 | 0 | 0 | 0 |
| Allsvenskan totalt | Allsvenskan totalt | Allsvenskan totalt | 95  | 14 | 25 | 39  | 12 | 22 | 1 | 2 | 3 | 6 |